# Chauvency-Saint-Hubert
Chauvency-Saint-Hubert ist eine französische Gemeinde mit 216 Einwohnern (Stand: 1. Januar 2022) im Département Meuse in der Region Grand Est (bis 2015 Lothringen). Sie gehört zum Arrondissement Verdun und zum Kanton Montmédy.

## Geografie
Die Gemeinde Chauvency-Saint-Hubert liegt am Fluss Chiers in den südlichen Ausläufern der Ardennen, sechs Kilometer westlich von Montmédy an der Grenze zum Département Ardennes.

## Bevölkerungsentwicklung
| Jahr                       | 1962 | 1968 | 1975 | 1982 | 1990 | 1999 | 2006 | 2019 |
| Einwohner                  | 292  | 299  | 241  | 222  | 223  | 208  | 238  | 226  |
| Quellen: Cassini und INSEE |      |      |      |      |      |      |      |      |

## Sehenswürdigkeiten
- Kirche Saint-Hubert